# Krarup
Krarup är en tätort i Fåborg-Midtfyns kommun i Region Syddanmark i Danmark. Tätorten har 204 invånare (2024). Den ligger på Fyn, cirka 9 kilometer sydväst om Ringe.